# Isola di Gabhla
L'Isola di Gabhla (in lingua irlandese Gabhla od Oileán Ghabhla) è un isolotto che si trova circa un chilometro al largo della costa di Gaoth Dobhair, nella contea di Donegal, in Irlanda. Le sue numerose spiagge e le sue baie appartate attraggono i visitatori durante tutto l'anno. L'isola fu popolata fino alla metà degli anni sessanta, ma oggi è disabitata e gran parte delle abitazioni isolane sono in rovina. Tuttavia alcune di esse sono state restaurate e fungono da residenza per vacanze.
Il terreno dell'isola è mediamente collinoso con numerose strade fangose e tratturi per pecore. In inverno, attualmente, gli unici abitanti dell'isola sono animali. Pecore e qualche timida capra risiedono lungo le scogliere. Nella parte posteriore dell'isola abbondano uccelli acquatici quali cormorani, marangoni, gazze marine, urie, così come uccelli di passo quali morus e stercorari della specie Skua.
Sull'estremità meridionale dell'isola si possono ammirare numerose specie di uccelli quali anatre marine della specie edredone, ostricari, gavie e varie specie di sterne.
Gabhla è il luogo natale del famoso scrittore irlandese, Seán 'ac Fhionnlaoich. L'isola è stata anche immortalata dalla ballata tradizionale per bambini Báidín Fheilimí.

## Arrampicate
Gabhla è rinomata per la quantità e qualità delle rocce disponibili per l'arrampicata sulle sue scogliere, ed è divenuta molto popolare presso gli arrampicatori, specialmente durante i lunghi weekends, da quando le sue pareti rocciose furono scoperte nel 1994.
Le scogliere sono composte di granito brunastro che offre un ottimo attrito e generalmente una buona protezione all'arrampicata. Questa è concentrata intorno alle scogliere marine che circondano la collina Mweelmurrinagh sulla costa nord-ovest dell'isola, in numerose insenature ed una piccola scogliera interna che è molto popolare quando la marea è alta ed il mare mosso. Le condizioni per le arrampicate sono spesso dipendenti dalla marea e molte sono possibili solo in corda doppia; ci sono circa 170 percorsi, con un'ampia gamma di gradi di difficoltà.
Gli arrampicatori giungono normalmente all'isola con un piccolo traghetto da An Bun Beag o da Doiri Beaga e campeggiano presso la spiaggia di Machaire na nGall, sulla costa occidentale dell'isola, vicino alla zona delle principali pareti per arrampicate. Le vicine e più piccole isole di Uaigh e Iompainn offrono analoghe opportunità per le arrampicate, ma non godono di un servizio di traghetto.

## Galleria d'immagini

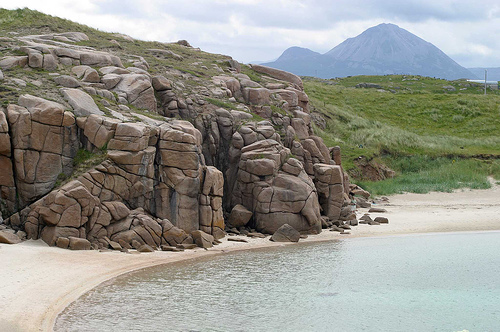
La spiaggia di Gabhla (nota come Trá an Bháid), con i monti Gaoth Dobhair ed Errigal sullo sfondo.
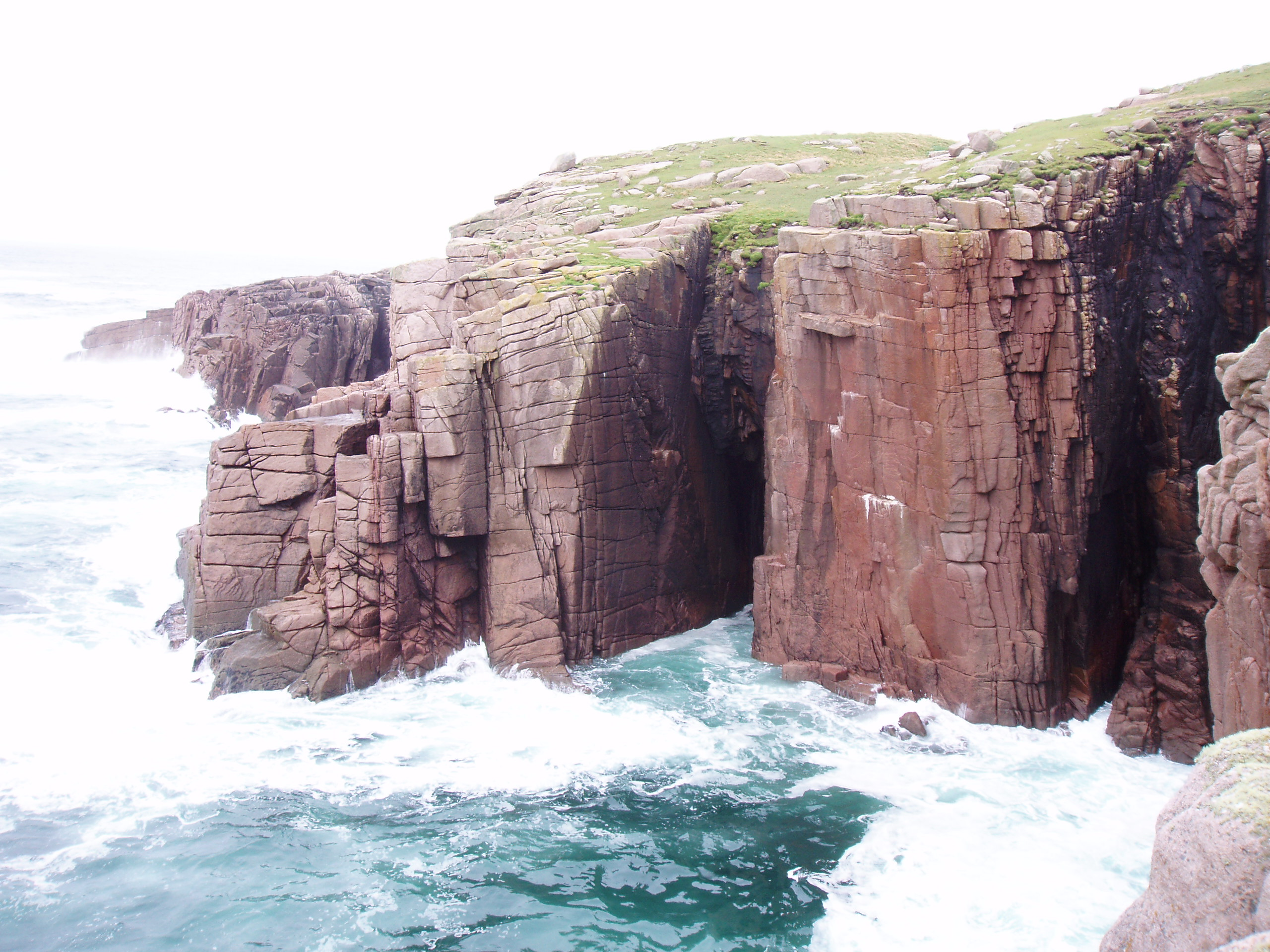
La popolare zona Twin Cave delle scogliere marine di Gabhla, in una giornata ventosa. La coppia delle Cave Buttress, sulla destra, è alta circa 20 m e contiene sei arrampicate di grado da S/4a ad E3/6a.